# Fléda

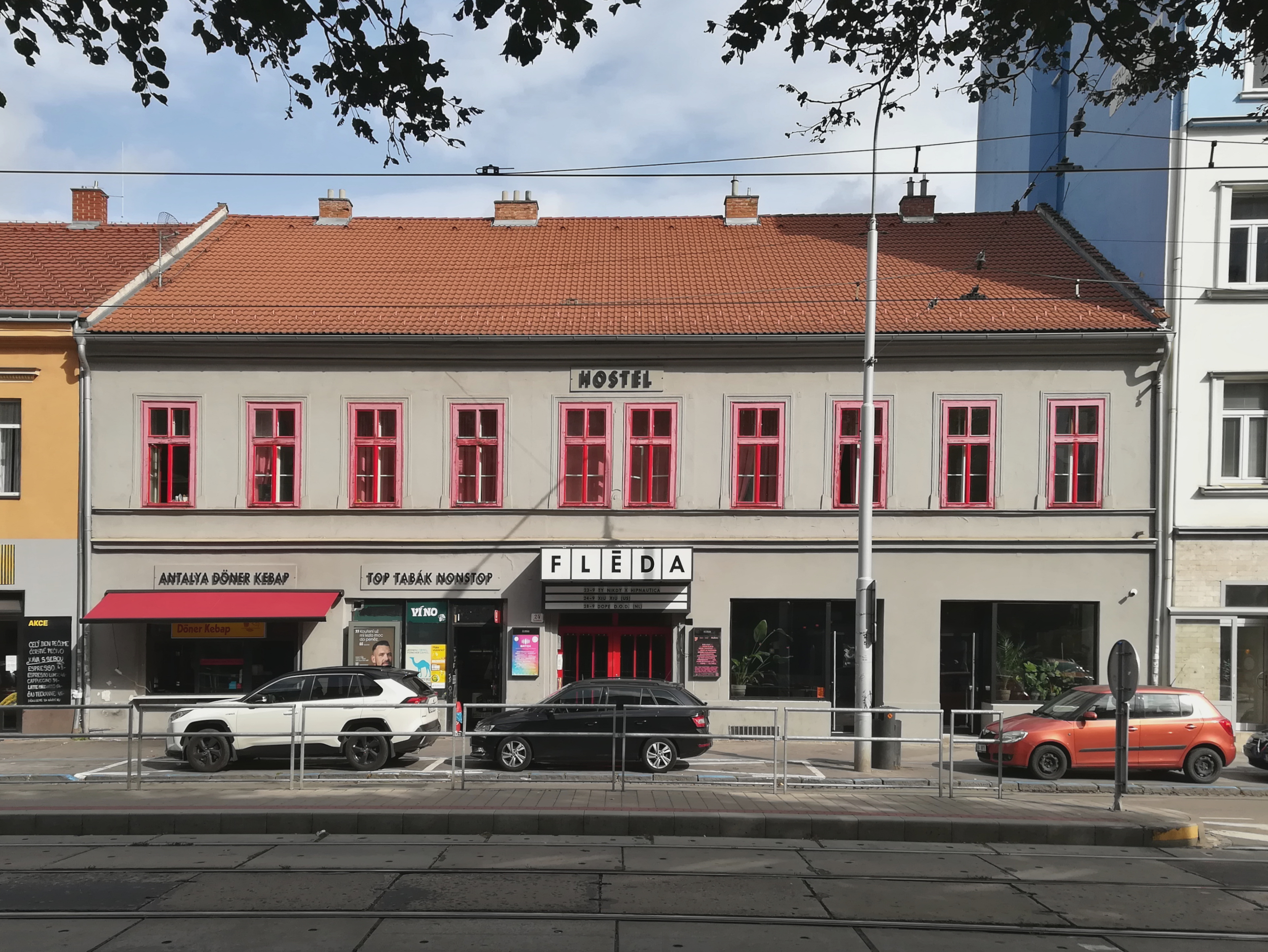
Fléda v roce 2023

Fléda je jedním z nejstarších a největších hudebních klubů v Brně. Nachází se na Ponavě, na Štefánikově ulici. Je místem pořádání koncertů, tanečních a benefičních akcí, studentských a firemních večírků a komunitních akcí. Má k dispozici dvě menší hudební scény a hlavní sál s přibližnou kapacitou 800 lidí, několik salónků, 3 bary a uzavřený venkovní prostor. Klub je vybaven špičkovou zvukovou aparaturou od firmy d&b audiotechnik, protihlukovou stěnou, požárními dveřmi a technickým stropem, který umožňuje libovolnou konfiguraci sálu. Česká televize v klubu několikrát ročně natáčí záznamy koncertů, které jsou vysílány na veřejnoprávním televizním kanálu ČT Art.

## Historie
V roce 1911 v tomto domě vznikl kabaretní klub Brünner Fledermaus (česky Brněnský netopýr), který byl inspirován vídeňským kabaretem Wiener Fledermaus. Lidově se mezi česky hovořícími Brňany začal postupně používat název Fléda, podnik zde fungoval do roku 1951. Pod názvem Kabaret U netopýra byl obnoven v roce 1971, od roku 1974 zde sídlilo televizní studio Netopýr Československé televize. Klub Fléda zde začal fungovat od roku 2001.

## Současnost
Od roku 2001 v klubu vystoupila řada zahraničních kapel a dýdžejů z více než 30 různých zemí světa, mezi jinými Anthrax (USA), Anti-Flag (USA), Booka Shade (DE), Brodinski (FR), Cigarettes After Sex (USA), Death From Above (CAN), De Staat (NL), Fink (UK), HVOB (AT), IAMX (UK), Kid Koala (CAN), Killing Joke (UK), Kvelertak (NOR), Lamb (UK), Little Big (RU), Lucky Chops (USA), Mark Lanegan (USA), Movits! (SWE), Napalm Death (UK), Peter Hook (UK), Princess Chelsea (NL), RIff Raff (USA), Royal Republic (SWE), The Qemists (UK), Seether (JAR), Sleep Party People (DK), Sofa Surfers (AT), Soap&Skin (AUS), Swans (USA), The Young Gods (CH), Tommy Cash (EE), Zebra Katz (USA) nebo 65daysofstatic (UK).
Fléda pravidelně představuje i projekty vznikající na domácí scéně a produkuje koncerty zavedených skupin jako J.A.R., Monkey Business, Mig 21, Poletíme?, Ventolin, Lenka Dusilová a Baromantika, Mňága a Žďorp, Gaia Mesiah, Tata Bojs, Skyline, Ghost Of You, Kafka Band, Zrní, Sto zvířat, Insania, Škwor, Vypsaná fiXa, Wohnout. Rovněž spolupracuje se slovenskou klubovou scénou (koncerty Bulp, Billy Barman, Fallgrapp, Horkýže Slíže, Katarzia nebo Korben Dallas).
Klub pořádá několikrát ročně velké open-air koncerty na hlavním nádvoří hradu Špilberk.

## Klubové akce a festivaly

### Echoes
Od roku 2015 pořádá Fléda festival elektronické hudby, který představuje aktuální projekty ze zahraničí i nové talenty české elektronické scény. Dává prostor audiovizuálním performancím a experimentování s hranicemi analogové a digitální hudby. Na Echoes vystoupili například: HVOB, Slow Magic, Jan Blomqvist, Siriusmo, Christian Löffler & Mohna, Extrawelt, Max Cooper, Colin Benders, Lorenzo Senni, Rone, Danger, Djedjotronic, The Toxic Avenger a Bokka.

### Elektra
Elektra je nejstarší klubová noc v ČR stylově zaměřená na aktuální styly techno, house & minimal. Vyhrála v anketě O2 Czech Dance music awards 1. místo v roce 2006 a 2. místo v roce 2007. Na Elektře se představili umělci jako Adam Beyer (SWE), John Digweed (UK), Josh Wink (USA), Pig&Dan (ES), Enrico Sangiuliano (It), DJ Hell (De) Vitalic (Fr), Umek (Sl), Dave Clarke (Uk), Gregor Tresher (De), Oliver Koletzki (De), Scan X live (Fr), Stephan Bodzin live (De), Kölsch live (Den), Pan-Pot (De), Moonbootica (De), Popof live (Fr), Dusty Kid live (It), Da Fresh (Fr), Len Faki (De), Robert Babicz live (De), Oxia (Fr), Popnoname live (De), Electric Indigo (At), Olivier Giacomotto (Fr), Dim Chris (Fr), Christopher Just live (At), Jonty Skrufff (Uk), Gaetano Parisio (It), Extrawelt live (de) a další. Rezidentní DJ: Orbith